# رامون لاتره
رامون لاتره (انگلیسی: Ramón Latorre؛ زادهٔ ۲۹ اکتبر ۱۹۴۱) دانشمند در زمینه بیوشیمی اهل شیلی است.
وی همچنین برندهٔ جوایزی همچون کمک‌هزینه گوگنهایم شده‌است.